# Uta Frith

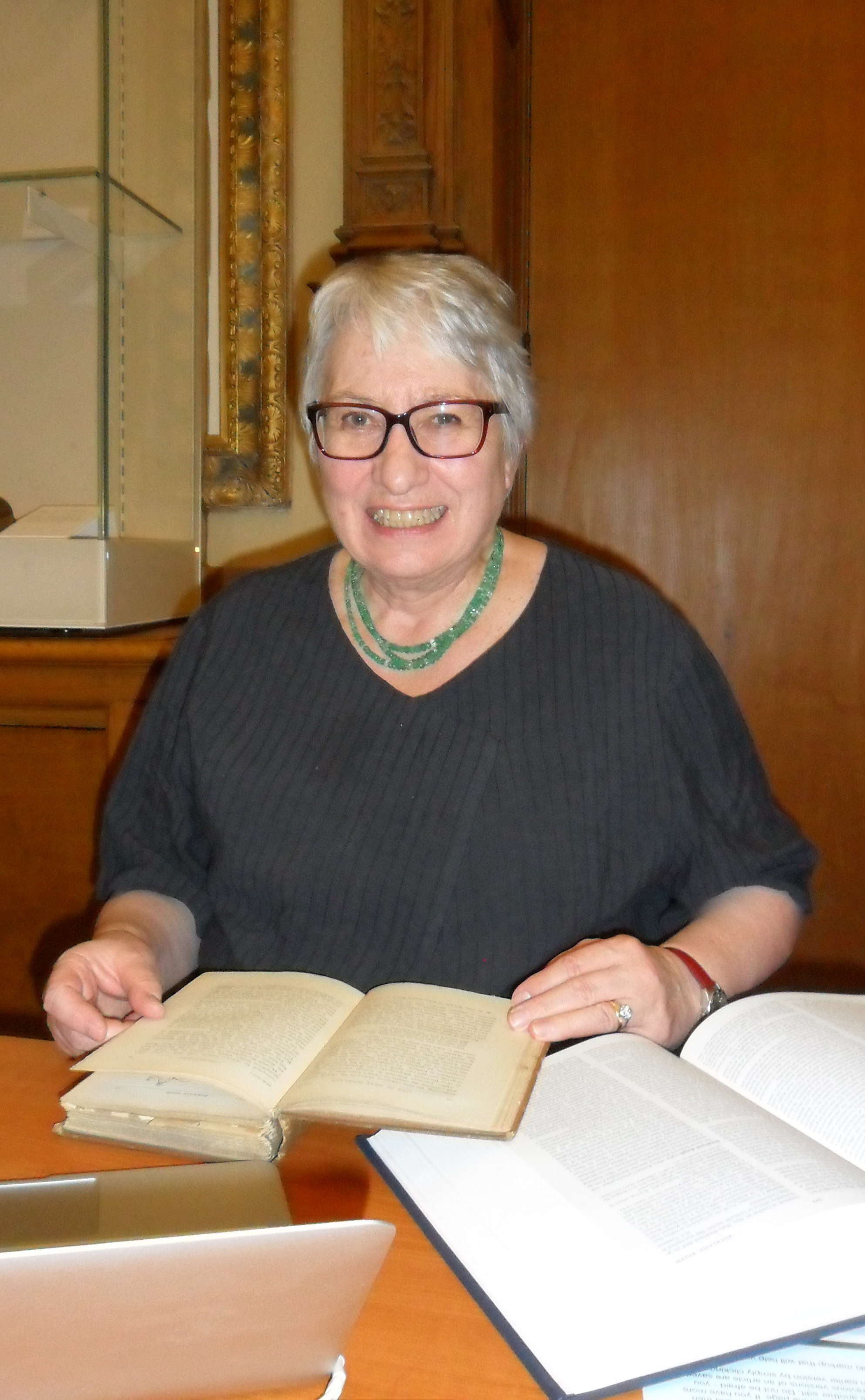
Uta Frith (2012)

Dame Uta Frith, DBE (* 25. Mai 1941 in Rockenhausen als Uta Aurnhammer) ist eine deutsche Entwicklungspsychologin, Neurowissenschaftlerin und Autismusforscherin, die am Institute of Cognitive Neuroscience des University College London arbeitet. Ihre Forschungsschwerpunkte sind Autismus und Dyslexie.

## Leben
Uta Frith studierte in Saarbrücken einige Semester Kunstgeschichte, wechselte dann zur Psychologie und erlangte 1964 das Vordiplom. Zwei Jahre später erhielt sie das Diplom in Abnormal Psychology am Institut für Psychiatrie der Universität London. 1968 promovierte sie am King’s College London über das Thema Autismus. Von 1968 bis 2006 war sie als MRC-Wissenschaftlerin tätig. Nach ihrer Habilitation 1996 trat sie am University College London eine Professur für kognitive Entwicklung an, die sie seit 2006 als Emeritus Professur innehat. 2007 übernahm sie eine Forschungs-Stiftungsprofessur an der Universität Aarhus, wo sie am Projekt „Interacting Minds“ beteiligt ist.

## Leistungen
Frith entwickelte eine Stufeneinteilung des Schriftspracherwerbs: 1. Stufe: logographisch, 2. Stufe: alphabetisch und 3. Stufe: orthographisch.
Sie beeinflusste die Arbeiten von Simon Baron-Cohen und Tony Attwood.
Sie übersetzte eine Arbeit von Hans Asperger von 1944 über das später nach ihm benannte Asperger-Syndrom 1991 erstmals ins Englische.
Ihr Ehemann Chris Frith ist ebenfalls Neurowissenschaftler.

## Auszeichnungen und Mitgliedschaften (Auswahl)
- 1992: Mitglied der Academia Europaea[2]
- 2001: Fellow der British Academy
- 2003: Jean-Louis-Signoret-Preis
- 2005: Fellow der Royal Society[3]
- 2008: Mitglied der Leopoldina[4]
- 2009: Europäischer Latsis-Preis
- 2012: Order of the British Empire[5]
- 2012: Mitglied der National Academy of Sciences
- 2014: Mitglied der EMBO[6]

Sie ist Ehrendoktor der Universität Göteborg und der Universitäten St Andrews, Cambridge, Nottingham und York.

## Schriften (Auswahl)
- Autism: Explaining the Enigma. Blackwell Publishing, Oxford 2003, ISBN 0-631-22901-9.
- Autism - Mind and Brain. Oxford University Press, Oxford 2004, ISBN 0-19-852924-4.
- Autism and Asperger syndrome. Cambridge University Press, Cambridge 1991, ISBN 0-521-38608-X.
  - enthält: H. Asperger: Autistic psychopathy' in childhood. (1944; mit Anmerkungen von U. Frith), S. 37–92.
- mit Sarah-Jayne Blakemore: The Learning Brain: Lessons for Education. Blackwell Publishing, Oxford 2005, ISBN 1-4051-2401-6.
- mit Gilles Trehin: Urville. Jessica Kingsley Publishers, London 2006, ISBN 1-84310-419-9.
- Cognitive Processes in Spelling. Academic Press, London 1983, ISBN 0-12-268662-4.
- mit Rab Houston: Autism in History: The Case of Hugh Blair of Borgue. Blackwell Publishing, Oxford 2000, ISBN 0-631-22088-7.
- Autism. A Very Short Introduction. Oxford University Press, Oxford 2008, ISBN 978-0-19-920756-5.